# Rhinoleucophenga matogrossensis
Rhinoleucophenga matogrossensis är en tvåvingeart som beskrevs av Malogolowkin 1946. Rhinoleucophenga matogrossensis ingår i släktet Rhinoleucophenga och familjen daggflugor. Inga underarter finns listade i Catalogue of Life.